# Гаврилов, Юрий (эстонский футболист)
Юрий Гаврилов (эст. Juri Gavrilov; род. 11 мая 1993, Таллин) — эстонский футболист, правый защитник и полузащитник.

## Биография
Родился 11 мая 1993 года в Таллине.
Воспитанник таллинских футбольных школ. Во время выступлений за «Веллдорис» играл на правах аренды в юниорских соревнованиях за ряд других клубов. С 2009 года выступал во взрослых соревнованиях за старшую команду «Веллдорис» в низших дивизионах Эстонии. В 2011 году играл в первой лиге за таллинский «Легион», а в 2012 году — за вторую команду «Флоры».
В 2013 году перешёл в «Курессааре». Дебютный матч в высшей лиге сыграл 30 марта 2013 года против таллинского «Калева», заменив на 81-й минуте Майро Тикербери. Всего за сезон сыграл 24 матча, значительную часть из них — в стартовом составе. Единственный гол забил 28 сентября 2013 года в ворота «Пайде». По итогам сезона клуб занял последнее место и вылетел из высшей лиги.
В 2014 году игрок перешёл в таллинский «Калев». Сыграл за сезон 31 матч в высшей лиге, во всех выходил в стартовом составе. Однако по итогам сезона «Калев» также покинул высшую лигу, заняв последнее место. После вылета Гаврилов продолжал играть за «Калев» в первой лиге, но уже не был регулярным игроком команды — в 2015 и 2017 годах играл только на старте сезона, а в 2016 году — во втором круге.
Всего в высшей лиге Эстонии сыграл 55 матчей и забил один гол.
Выступал за юниорскую сборную Эстонии (до 19 лет). Участник финального турнира юниорского чемпионата Европы 2012 года, проходившего в Эстонии, сыграл на турнире 2 матча.